# Championship Manager 01/02
Championship Manager 01/02 (la versione italiana è intitolata Scudetto 01/02) è un videogioco di calcio, l'edizione 2001/2002 per il 10º anniversario della serie Championship Manager.
Il database offre più di 100.000 giocatori, allenatori e preparatori atletici appartenenti a ventisei campionati; per quanto riguarda il campionato italiano è possibile gestire società militanti dalla serie A alla serie C2, con la possibilità di visionare ed acquistare giocatori dalle società dilettantistiche di maggior prestigio.
Il gioco è stato reso freeware dal dicembre 2008, scaricabile dagli utenti registrati al sito ufficiale del gioco.

## Modalità di gioco
I giocatori sono descritti in modo molto dettagliato, le opzioni per allestire la squadra innumerevoli (dalla disposizione in campo e i movimenti richiesti ai giocatori, agli ultimatum alla dirigenza per ottenere maggiori fondi per contratti e trasferimenti).
Anche i trasferimenti avvengono in maniera realistica: i giocatori rifiuteranno di scendere di categoria se non ricompensati adeguatamente, così come giocatori stranieri giovani difficilmente accetteranno di giocare nelle categorie minori di campionati stranieri.
C'è una cospicua serie di giovani giocatori stranieri non conosciuti in grado di fare la differenza nelle due maggiori categorie italiane.